# Grammadera albida
Grammadera albida är en insektsart som beskrevs av Brunner von Wattenwyl 1878. Grammadera albida ingår i släktet Grammadera och familjen vårtbitare. Inga underarter finns listade i Catalogue of Life.